# Death Rituals
Death Rituals är det amerikanska death metal-bandet Six Feet Unders tionde fullängdsalbum, som gavs ut den 10 november 2008 av Metal Blade Records.
All lyrik är skriven av Chris Barnes och låtarna är skrivna av Six Feet Under utom spåren "Crossroads to Armageddon", skriven Chris Barnes, "Crossing the River Styx", skreven av Steve Swanson och "Bastard" skriven av Nikki Sixx (Mötley Crüe). Albumet spelades in i Morrisound Studios, Tampa och The Hit Factory Criteria, Miami, Florida, USA.

## Låtförteckning
1. "Death by Machete" – 3:45
2. "Involuntary Movement of Dead Flesh" – 3:29
3. "None Will Escape" – 3:24
4. "Eulogy for the Undead" – 4:17
5. "Seed of Filth" – 4:58
6. "Bastard" (Mötley Crüe-cover) – 3:26
7. "Into the Crematorium" – 3:43
8. "Shot in the Head" – 5:01
9. "Killed in Your Sleep" – 4:37
10. "Crossroads to Armageddon" – 2:09
11. "Ten Deadly Plagues" – 5:10
12. "Crossing The River Styx (Outro)" (instrumental) – 1:16
13. "Murder Addiction" – 3:56

## Medverkande
Musiker (Six Feet Under-medlemmar)
- Chris Barnes – sång
- Steve Swanson – gitarr
- Terry Butler – basgitarr
- Greg Gall – trummor

Bidragande musiker
- Iggy Pop – tal (spår 8)

Produktion
- Chris Barnes – producent
- Chris Carroll – ljudtekniker, mixning (Morrisound Studios och The Hit Factory Criteria)
- Toby Wright – mixning (Skip Saylor Recording, Kalifornien)
- Bill Metoyer – assisterande tekniker (trummor)
- Alex Graupera – inspelningsassistent (Miami)
- Jason Blackerby – inspelningsassistent (Tampa)
- Sean Burnett – inspelningsassistent (Tampa)
- James Musshorn – mixningsassistent
- Ian Blanch – mixningsassistent
- Alan Douches – mastering (West West Side Music, New Windsor, New York)
- A. M. Karanitant – grafisk design, omslagsdesign, layout (darkmouth.com)
- Christian Girstmair – bandfoto (regurge.at)